# Superficie desarrollable

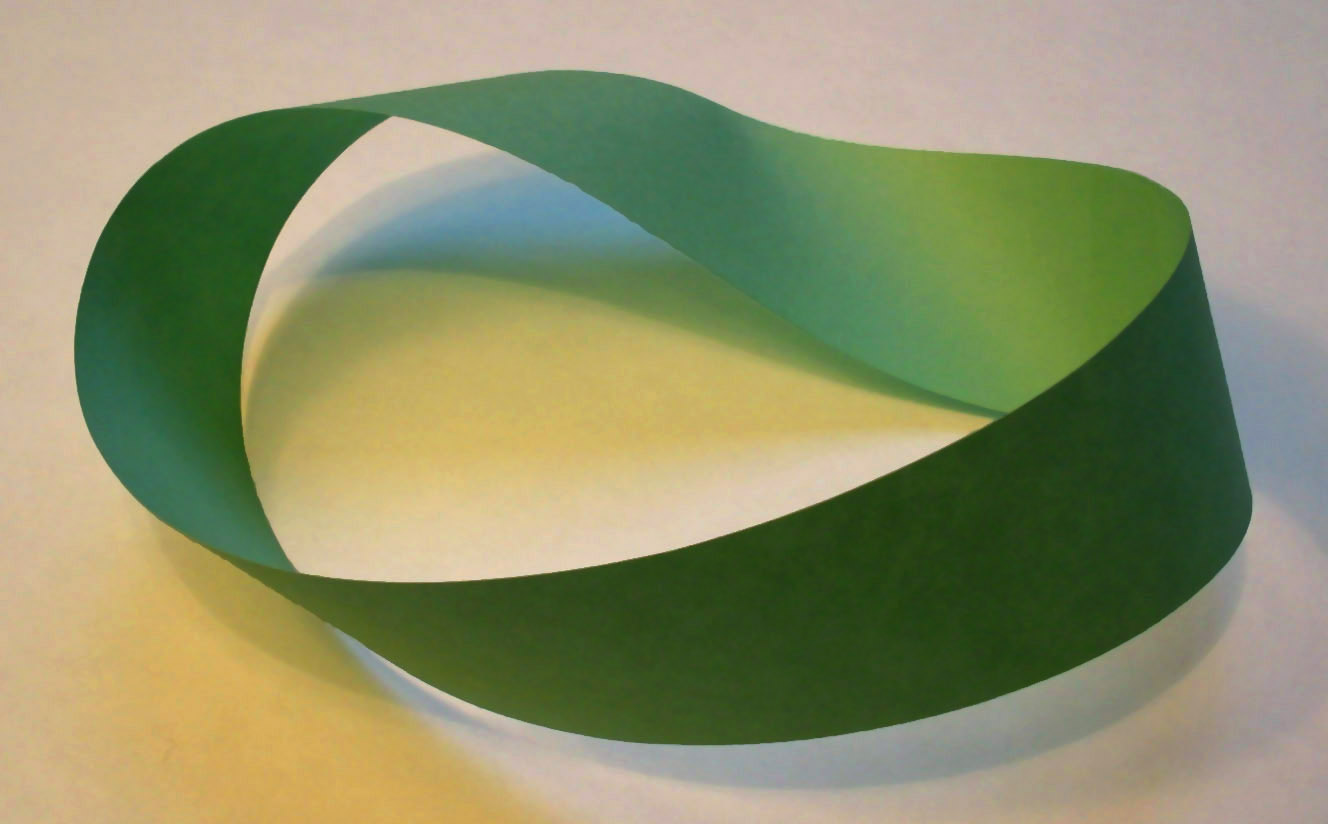
Una banda de Möbius.

Las superficies desarrollables son casos especiales de las superficies regladas que, mediante deformaciones que no alteran las distancias entre sus puntos, pueden ser transformadas en un fragmento plano. Técnicamente existe una isometría entre estas superficies y un fragmento de plano. Decimos que es localmente desarrollable si existen isometrías locales; para que esto ocurra es necesario y suficiente que la curvatura gaussiana sea nula.
El cono, el cilindro y el propio plano son desarrollables, mientras que el hiperboloide no lo es. Para que una superficie sea desarrollable, es condición necesaria y suficiente que pueda ser construida con un trozo de papel sin arrugarlo, dicho coloquialmente. Así, una superficie construida plegando un pedazo rectangular de papel será desarrollable como una banda de Möbius o un cilindro. Una condición necesaria, tal como se desprende del theorema egregium de Gauss, es que la curvatura gaussiana de la superficie reglada sea idénticamente nula.